# Brandt von Lindau
Die Brand(t) von Lindau (auch: Lindow) sind ein altes sächsisches Adelsgeschlecht, welches Peckenstein zu den ältesten Familien im ehemaligen Kurkreis zählt und welches später nach Anhalt, Schlesien etc. gekommen ist.

## Geschichte
Beckmann leitet die Familie aus der Schweiz her und gibt an, dass eine Linie sich in der Stadt Lindau am Bodensee niederließ und von dieser Stadt den Beinamen angenommen hatte, sowie in das Wappen zur Unterscheidung von anderen Linien das Stadtwappen von Lindau (einen Lindenbaum) gesetzt hat. Im 13. Jahrhundert ging die Familie dann nach Deutschland.
Urkundlich kommt als erster Henning († 1399) in einem Lehnsbrief als Rat des Kurfürsten Rudolph III. von Sachsen Rat vor. Die Söhne von Henning waren Thilo und Hans, die den Beinamen die Tüchtigen erhielten. Diese erhielten 1420 vom Kurfürsten Albrecht III. im kursächsischen Amt Belzig ein Lehen. Der Sohn von Thilo Friedrich († 1488) kaufte 1456 Schloss und Rittergut Wiesenburg bei Belzig, das sich zum Stammschloss der Familie entwickelte. In Wiesenburg sind bis heute Epitaphien der Familienglieder nachzuweisen. Friedrich († 1548) der Sohn von Hans war Rat von drei sächsischen Kurfürsten. Sein Nachfahre war der Rittmeister Friedrich, später Amtshauptmann zu Belzig. Dessen einziger Sohn Benno Friedrich († 1625) war Assessor des kursächsischen Hofgerichts in Wittenberg und Stammvater aller späteren Brand. Der kursächsische General Adam Friedrich war sein UrUrEnkel. Der älteste Sohn aus zweiter Ehe war Joachim Friedrich († 1677). Er wandte sich nach Anhalt und wurde Herrn auf Hohen Ziatz und Medewitz kursächsischer Kammerherr und -Rat, Assessor des Hofgerichts in Wittenberg sowie fürstlich anhalt-zerbstischer Geheimer Rat und Hofmarschall und Landdrost der Herrschaft Jever. Auch dessen Sohn Johann Friedrich wurde fürstlicher Hofmarschall, ein weiterer Sohn war August Friedrich, der nach Preußen ging und dort Oberst und Herr auf Briesen und Schlammau wurde.
Wiesenburg-Schmerwitz gehörte der Familie dann über mehrere Generationen als einheitliche Herrschaft. Wiesenburg ging über eine Tochter später im Erbgang an die Familie von Watzdorf, Gut Schmerwitz mit etwa 4830 ha konnte bis zur Bodenreform 1945 gehalten werden. Auch die Flurbezeichnung Brandtsheide bei Wiesenburg geht auf das Adelsgeschlecht zurück.

## Besitzungen

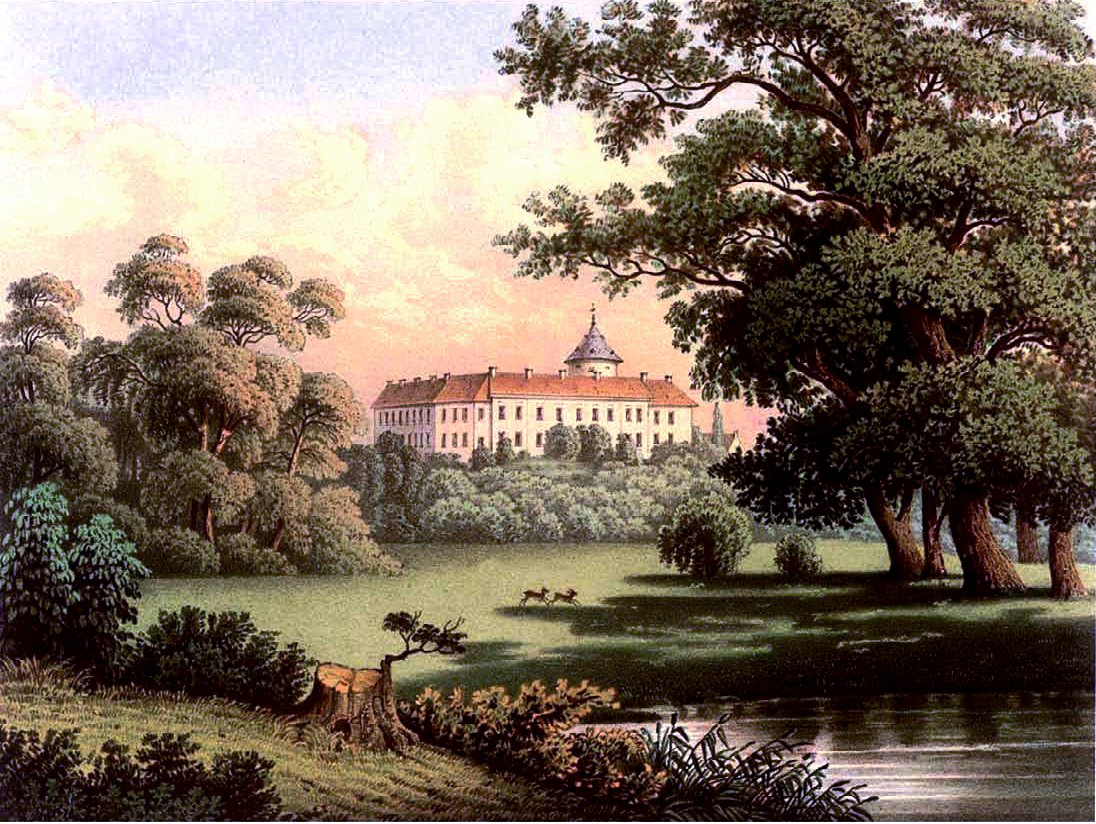
Schloss Wiesenburg auf einer Lithografie um 1864, Sammlung Alexander Duncker

Besitzungen der Familie Brandt von Lindau und die Besitzzeiten (Zeitangabe nur nach Ledebur)
| Brandenburg und zwar zumeist im Kreis Zauch-Belzig - Assau 1609 - Beltzig 1718 - Bornim (Ost-Havelland) 1375–1451 - Boßdorf 1609–1702 - Brachwitz 1375 - Groß-Briesen 1702–1756 - Groß und Klein Glien 1625–1729 (Ortsteil von Hagelberg) - Grützdorf 1718 (Vorwerk; Wohnplatz der Stadt Belzig) - Hagelberg 1718 - Medewitz 1663–1761 - Nichel 1375 - Plessow 1451 (?) - Rieben 1575 - Schlammau 1756 - Schmerwitz 1740–1800 - Schrapstorf Wüste 1609 - Setzteich Tauer (bei Cottbus) 1815 - Wiesenburg 1420–1761 - Wildenbruch 1375 (?) | Im Magdeburgschen - Brumby (Calbe) 1614 - Lochau 1625–1699 - Verloren-Wasser 1756 - Wendschenborn 1756 - Werbig 1578–1756 - Hohen und Lütgen-Ziatz 1625–1761 (sämtlich Jerichow I) Im Anhaltschen - Grochwitz 1625 - Lindau 1375–1399 Sonstige - Groß und Klein Debitz (Deuben) 1667 - Gaschwitz 1630–1667 (auch:1616–1694) - Mostphul oder Düderstadt 1625–1699 - Klein Zentz 1617 |

## Bekannte Angehörige
- Adam Friedrich Brand von Lindau (1681–1754), deutscher General der Kavallerie
- Benno Friedrich Brand von Lindau (1571–1625), deutscher Jurist, Mitglied der Fruchtbringenden Gesellschaft
- Leopold Friedrich Hans August Brandt von Lindau (1761–1800),[7] auf Schmerwitz, Kammerherr, Domherr von Magdeburg
- Bernhard Brand von Lindau (1805–1856), preußischer Jurist
- Benno Brandt von Lindau (1831–1889), Gutsbesitzer von Schmerwitz, Ehrenritter[8] des Johanniterordens
- Carl (Karl)[9] Eduard Brandt von Lindau (1873–1939),[10] letzter Gutsbesitzer von Schmerwitz

## Wappen

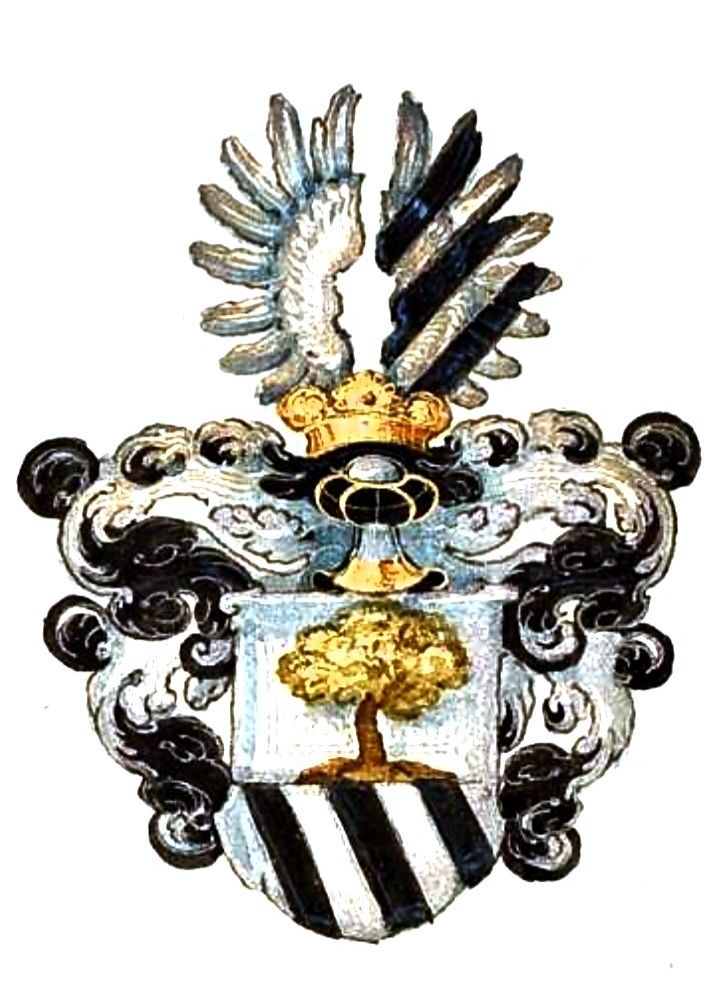
Wappen von Benno Friedrich Brand von Lindau, 1621 bei Aufnahme in der Fruchtbringenden Gesellschaft
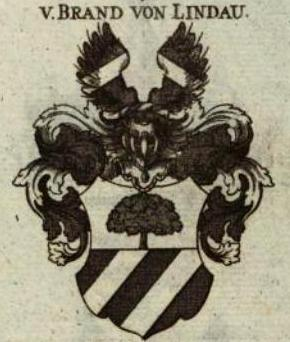
Wappen der Brandt von Lindau nach Siebmacher, 1777

Schild silbern und quergeteilt oben ein aufwachsender grünender Lindenbaum und unten drei schräglinke schwarze Balken.

### Sekundärliteratur
- Die Herrschaft Wiesenburg unter den Herren Brandt von Lindau und deren späteren Mitbesitzern, den Herren von Watzdorff. 2. Auflage, Luckhardt, Berlin 1883. DNB. Reprint 2016. Digitalisat Inhaltsverzeichnis
- Friedrich Dorno: Der Fläming und die Herrschaft Wiesenburg. Agrarhistorische Studien aus den nordlichen Ämtern des sächsischen Kurkreises. In: Staats- und sozialwissenschaftliche Forschungen. Band 78, Duncker & Humblot, Leipzig, München 1914. DNB. Reprint 2009.